# 核酮糖-1,5-二磷酸
核酮糖-1,5-二磷酸（英語：ribulose-1,5-bisphosphate，縮寫）又称为1,5-二磷酸核酮糖、二磷酸核酮糖、雙磷酸核酮糖，是在光合作用中的卡尔文循环里起重要作用的一种五碳糖。植物体内的酶用RuBP作为底物来固定二氧化碳，生成六碳磷酸盐，这种高度不稳定的中间产物最终分解为两分子的磷酸甘油酸。

## 參看
- RuBisCO